# سوزان كيرسليك
سوزان كيرسليك (بالإنجليزية: Susan Kerslake)‏ (1943، شيكاغو في الولايات المتحدة)؛ روائية كندية.